# YAVIDO
YAVIDO war der Musikservice der EURO I Fernsehproduktions- und Betriebs GmbH. Er wurde im Oktober 2005 in Hamburg gegründet. Das Spartenprogramm bot ausschließlich Musiksendungen und musikrelevante Inhalte an. Am 31. März 2013 wurde der Sendebetrieb eingestellt.

## Programm und Musikfarbe
YAVIDO spielte in seinen Formatshows aktuelle nationale und internationale Clips von erfolgreichen Künstlern und Produzenten. Ergänzt wurde die Shows durch redaktionelle Inhalte und Musikvideos, die für das jeweilige Genre oder das Thema einer Sendung von Bedeutung waren.
Unter dem aktuellen Claim des Senders „Your Music Nonstop“ standen den Zuschauern verschiedene Musiksendungen zur Verfügung. Das musikalische Spektrum reichte von Rap und Hip-Hop bis Dance, Rock und Pop. YAVIDO präsentierte außerdem Konzert-Specials, Interviews mit Künstlern und Stars der Szene, umfangreiche Hintergrundinformationen sowie „urban Lifestyle“.

## Empfang
Seit dem 1. Januar 2012 war YAVIDO unverschlüsselt und frei im Web TV (als Livestream auf www.yavido.tv und im Hybrid-TV) empfangbar. Die digitale Satellitenverbreitung des Musikservice über ASTRA 19,2° wurde Ende 2011 eingestellt und wird nun von Pearl.tv belegt. Das Programm war seit März 2006 stundenweise auch über die Plattform MonA TV empfangbar.

## Über die Betreibergesellschaft
Mit dem Musikservice YAVIDO setzte das Unternehmen seit Oktober 2005 eine multimediale Strategie um. YAVIDO zeigte rund um die Uhr interaktives Musikfernsehen – im  Web- sowie im Hybrid-TV. Das musikalische Spektrum des Senders umfasste die Genres Black Music, Dance, Pop und Rock und bildete das Lebensgefühl der jungen Generation ab.